# Absolute Giganten
Absolute Giganten ist ein 1998 produzierter deutscher Spielfilm von Sebastian Schipper mit Antoine Monot, Jr., Frank Giering und Florian Lukas in den Hauptrollen. Der Film über drei Freunde, die eine letzte Nacht in Hamburg miteinander verbringen, bevor einer von ihnen die Stadt verlässt, ist eine Produktion der X-Filme Creative Pool. Schippers Spielfilmdebüt als Regisseur wurde unter anderem mit dem Deutschen Filmpreis in der Kategorie Bester programmfüllender Spielfilm ausgezeichnet.

## Handlung
Die drei Hamburger Jungs Floyd, Ricco und Walter sind dicke Freunde. Walter ist Lackierer in einer abenteuerlichen Hinterhofwerkstatt, Ricco hält sich für einen großen Rapper und jobbt in einer Filiale der Schnellrestaurantkette Hesburger. Für Floyd, den dritten im Bunde, beginnt ein neuer Lebensabschnitt: Nachdem er eine Strafe abgebüßt hatte, die zur Bewährung ausgesetzt war, kann er auf einem Containerschiff anheuern. Wahrscheinlich aus Angst vor der Reaktion seiner Freunde teilt er diesen seine Entscheidung erst einen Tag vorher mit.
Obwohl seine Freunde anfangs sehr verärgert über Floyds Entscheidung sind, beschließen sie, den Abend gemeinsam zu verbringen. Nach einem Kneipenbesuch bittet Floyd Walter, einmal seinen Wagen, einen frisierten Ford Granada Coupé, fahren zu dürfen. Ricco entdeckt eine Stunt-Show und besteht darauf, die „Two-Wheel-Ramp“ (eine Rampe, auf die man mit den beiden Rädern einer Seite des Autos hochfährt, um anschließend auf den beiden anderen Rädern des nun in Schräglage befindlichen Wagens balancierend weiterzufahren) auszuprobieren. Der Stunt gelingt ihm zwar, allerdings zerstört er eine Leuchtreklame der Show. Daraufhin beginnt eine Verfolgungsjagd zwischen der Stunt-Show-Truppe und den drei Jungs.
Durch einen Trick kann Walter die Verfolger im Alten Elbtunnel abhängen. Die Jungs besuchen einen Club, wo Floyd eine Flasche Wodka ordert. Anschließend fahren sie zu einer Hesburger-Filiale und essen das bestellte Fastfood davor neben dem Coupé. Dort werden sie von den Stunt-Show-Leuten gestellt, Floyd wird niedergeschlagen und Walters Wagen zertrümmert. Als sie frustriert im kaputten Auto sitzen, kommt Telsa – ein Mädchen aus dem Wohnhaus von Floyd – vorbei und schlägt vor, gemeinsam einen weiteren Club zu besuchen. In diesem treffen sie auf Dulle, der sie zu einem Tischkicker-Duell herausfordert.
Floyd und Ricco treten dabei gegen Dulle und seinen Mitspieler Snake an und verlieren ihr gesamtes Geld beim ersten Spiel. Da tritt Walter vor und setzt seinen Wagen gegen den Gewinn der Vorrunde unter der Bedingung, dass nach ihren Regeln gespielt wird: die drei dürfen sich abwechseln und ein Torwart-Tor zählt doppelt. Es gelingt ihnen gemeinsam, das Match zu gewinnen. Euphorisiert verlassen sie das Lokal, bis ihnen auffällt, dass Telsa fehlt. Diese war mit der Flasche Wodka auf der Tanzfläche verblieben und liegt nun stark angetrunken da. Nachdem sie ins Auto getragen wurde, fragt sie halbwach, ob sie den Granada fahren dürfe.
Auf einem Parkhausdach darf sie langsam im Kreis fahren, wird dabei ohnmächtig und fährt den Wagen gegen eine Wand. Die Jungs bringen sie in ein Krankenhaus, wo ihnen ein Arzt mitteilt, dass Telsa eine Alkoholvergiftung habe und aufgrund eines Atemstillstands das Gehirn zeitweise nicht mit Sauerstoff versorgt wurde. Walter geht wortlos und provozierend auf Floyd zu und drückt damit einen Vorwurf gegen ihn aus, da Floyd Telsa den Wodka gegeben hatte. Nach einem Streit zwischen allen Dreien taucht Telsa auf und verlangt nach einem Eis. Mit Speiseeis aus einem Automaten fahren sie gemeinsam zum Hafen gegenüber der Hamburger Altstadt, um den Sonnenaufgang über der Speicherstadt anzuschauen. Dabei schlafen Telsa, Ricco und Walter ein, während sich Floyd seine Reisetasche nimmt und seine Freunde anschaut.
In den letzten Sekunden des Abschieds wirft Floyd einen etwas zögernden Blick zurück auf seine schlafenden Freunde, und die Filmmusik setzt ein Zitat von ihm um, welches er im Verlaufe des Filmes geäußert hatte: „An der Stelle, wo es am allerschönsten ist, da müsste die Platte springen, und Du hörst immer nur diesen einen Moment …“. Entsprechend springt auch die Musik einige Male. Die Musik spielt weiter und der Film endet.

## Hintergrund

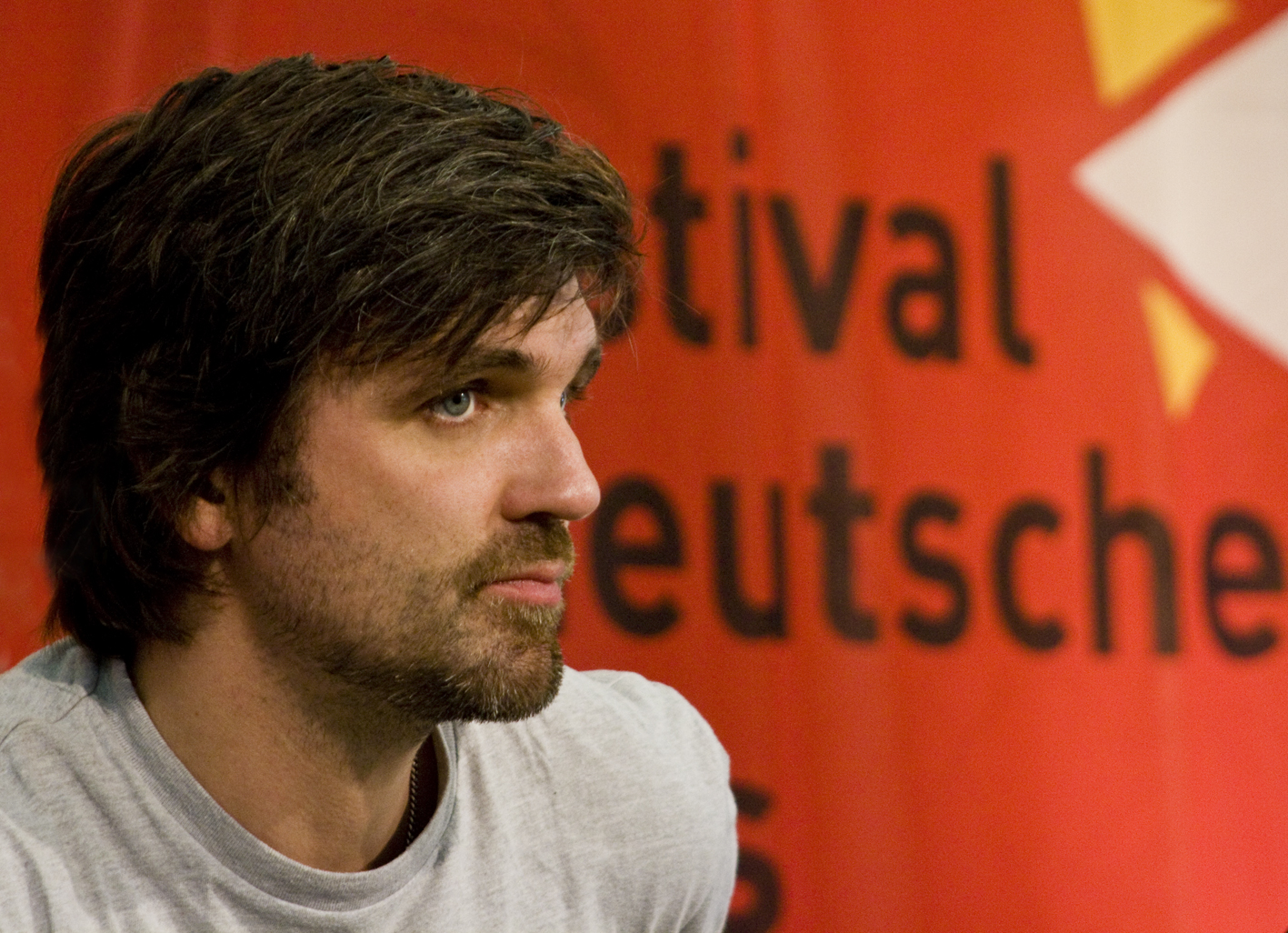
Sebastian Schipper (2009)

Für Sebastian Schipper, der in den 1990er-Jahren zunächst als Schauspieler bekannt geworden war, bedeutete Absolute Giganten sein Debüt als Spielfilmregisseur. Er hatte zuvor zwei Kurzfilme gemacht und hegte weitere Ambitionen. Als er eine Rolle in Tom Tykwers Winterschläfer spielte, erzählte er Tykwer von seiner Idee, aus der Absolute Giganten wurde. Schipper schrieb spontan ein Drehbuch, das Tykwer las und kommentierte: „Ich habe gerade dein Drehbuch gelesen und find’s total toll.“ Tykwer setzte sich im Folgenden für das Entstehen des Filmes ein und war auch einer der Produzenten. Der Filmtitel Absolute Giganten kann als Reminiszenz an Giganten, einen Film mit James Dean, verstanden werden.
Schipper lebte damals in München, wollte den Film aber unbedingt in Hamburg drehen, nicht nur aufgrund von Hamburgs Symbolik als Deutschlands „Tor zur Welt“ und Aufbruchsort für Reisen: Er beschrieb, dass Hamburg als nächstgelegene Millionenstadt für ihn bereits als Oldenburger Schüler ein Sehnsuchtsort war, als Erwachsener in München habe er sich dann verstärkt als Norddeutscher identifiziert und wollte immer noch nach Hamburg. Als Drehorte fungierten unter anderem die Plattenbausiedlung Osdorfer Born, die Köhlbrandbrücke, der Alte Elbtunnel, das Hafenkrankenhaus, der Bunker Feldstraße, das ehemalige Stülcken-Werft-Gelände neben dem Theater im Hafen Hamburg und die ebenfalls im Hafen gelegenen Roßkai, Afrika-Terminal und Roßhöft. Die gezeigte Schnellrestaurantkette Hesburger ist zudem dafür bekannt, in Deutschland ausschließlich Filialen in Hamburg zu haben.
Julia Hummer machte hier ihr Filmdebüt, nachdem Schipper sie zunächst auf einem Magazincover gesehen, dann in einem Hamburger Café zufällig während der Arbeit an seinen Storyboards kennengelernt und als passend für die Rolle der Telsa empfunden hatte. Die drei männlichen Hauptdarsteller hatten bereits Filmerfahrungen, aber ihre Karrieren wurden durch Absolute Giganten weiter angetrieben. Antoine Monot, Jr. hatte erst wenige Tage vor Beginn der Dreharbeiten seinen Führerschein gemacht. Dieser war die Bedingung für das Rollenengagement. Daher hatte er Angst vor Fahrszenen. Bei den Dreharbeiten verletzte sich Florian Lukas beim Jubeltanz nach dem gewonnenen Kickerspiel. Im Film ist zu erkennen, wie er mit dem Fuß umknickt und anschließend humpelt. Schipper wollte zunächst die drei Schauspieler dazu bewegen, gemeinsam in einer Wohnung zu leben, um wie zwischen ihren Filmcharakteren eine starke Freundschaft zu erzeugen. Die Schauspieler hatten aber unterschiedliche Charaktere und Lebenssituationen, weshalb am Ende die meiste Zeit nur Monot, Jr. die bereitgestellte Wohnung bewohnte. Schipper zeigte sich dennoch nachher über die Chemie der drei Schauspieler zufrieden.
Die Filmcrew bestand aus erfahrenen Personen wie dem Filmeditor Andrew Bird und dem Kameramann Frank Griebe, der durch seine Zusammenarbeit mit Tom Tykwer bekannt geworden war. Griebe schaffte es, das Kickerspiel filmisch aufwendig in Szene zu setzen. So wechselt die Kameraperspektive im zweiten Spiel auf das Spielfeld und der Ball wird unter den Stangen hindurch „verfolgt“. Nicht zuletzt daher ist der Film unter Kickerfans berühmt. Für die Ausstattung war Andrea Kessler verantwortlich, die Kostümbildnerin war Tina Kloempken und die Produktionsleitung übernahm Patrick Brandt.
Der Soundtrack zum Film ist auf CD erschienen und enthält als ersten Titel „Wer hätte das gedacht – Die Nacht der Nächte“ von Falk (Rapper bei Doppelkopf), Das Bo und Ferris MC. Das Lied wurde als Single ausgekoppelt und erreichte Platz 83 der deutschen Charts. Das Lied kommt im Film selbst nicht vor, allerdings enthält das zugehörige Musikvideo viele Originalszenen aus dem Film und stellte demnach eine Art der Werbung durch die Verbreitung in den Rotationen der Musiksender dar. Weiterhin lief das Lied im Kino am Schluss des Abspanns – aber nicht auf der DVD-Ausgabe, hier ist an dieser Stelle Man muß immer weiter durchbrechen vom Electro-Duo Egoexpress zu hören. Mit sechs Stücken steuerte die bayrische Independent-Band The Notwist ein größeres Stück des Soundtracks bei. Weitere Teile des Soundtracks, unter anderem „if only“ und „infinite circle“, ebenfalls die lange Instrumentalsequenz in der Fahrt zum Hafen gegen Ende des Films namens „reprise crescendo“, stammen von der Band Sophia. In der Tanzszene vor der Demolierung des Autos ist 20th Century Boy von T. Rex zu hören.
Der Kinostart des Films in Deutschland war am 30. September 1999, im deutschen Free-TV war er erstmals am 24. Januar 2002 bei Arte zu sehen.
Für den Film wurden drei Granadas verwendet. Ein Fahrzeug mit dem 5.0l V8 wurde vor der Verschrottung bewahrt und nach Angaben von 2022 restauriert.

## Rezeption

### Publikum und Popkultur
An den Kinokassen lief Absolute Giganten nur durchwachsen, nach dem Gewinn mehrerer Auszeichnungen und einer DVD-Veröffentlichung vergrößerte er aber sein Publikum. Der Film gilt mittlerweile, insbesondere im Hamburger Raum, als Kultfilm. Beispielsweise wurde Absolute Giganten im April 2016 im Rahmen der Aktion Eine Stadt sieht einen Film nochmals in vielen Hamburger Programmkinos gezeigt, wobei alle Vorstellungen ausverkauft waren. 2019 feierte eine Theateradaption am Altonaer Theater ihre Premiere.
Ein bekanntes Zitat aus dem Film ist: „Weißt du, was ich manchmal denke? Es müsste immer Musik da sein. Bei allem was du machst. Und wenn's so richtig Scheiße ist, dann ist wenigstens noch die Musik da. Und an der Stelle, wo es am allerschönsten ist, da müsste die Platte springen und du hörst immer nur diesen einen Moment.“ Das 2016 veröffentlichte Lied „Musik sein“ des Popsängers Wincent Weiss greift dieses Zitat des Films auf. So heißt es im Refrain: „Ey da müsste Musik sein, überall wo du bist. Denn wenn es am Schönsten ist, spiel es wieder und wieder.“ Auch in „Es müsste immer Musik da sein“ von ZSK wird dieses Zitat aufgegriffen. Obiges Zitat ist auch als Sample in zwei Tracks von Neelix, unter anderem in „wherever you are“ und in „The twenty five - Nature One Anthem“ zu finden. Schipper meinte zwei Jahrzehnte später, sein Satz sei zwar offenbar ein Klassiker geworden, aber es sei doch eigentlich „eine Höllenvorstellung, wenn immer Musik da wäre. Mich würde das jedenfalls nerven. Nie hätte man seine Ruhe.“

### Kritiken
Die Kritiken für Absolute Giganten fielen im Allgemeinen positiv aus. Wolfgang Höbel lobte in Der Spiegel, dass sich Schipper mit seinem Debütfilm an das in Hollywood beliebte, aber Deutschland eher wenig verbreitete Genre des Coming-of-Age-Filmes wage. Doch im Gegensatz zu anderen deutschen Filmen verpflanze er nicht nur amerikanische Mythen, sondern versuche diese zu übertragen. So werde es „nicht bloß ein rau-sentimentaler Jungsfilm, sondern eine Kinohuldigung an Hamburg“:

„‚Absolute Giganten‘, schon das ist eine erfreuliche Nachricht, setzt trotzdem nicht auf die Verlierertragik des neueren deutschen Depressionskinos der Nachtwandler und Untergeher. Ob Floyd, Ricco und Walter wirklich Loser sind oder im Lebenslotto nicht doch den Hauptgewinn ziehen, ist nämlich längst nicht ausgemacht.“

Anke Sterneborg ging in epd Film ebenfalls auf die Darstellung Hamburgs ein: Schipper wolle eindeutig „ein anderes Hamburg zeigen (…) als das von Dieter Wedels TV-Fünfteiler »Der König von St. Pauli«.“ Während die Nebenfiguren „ein wenig überspitzt gezeichnet“ seien, würden die schönsten Momente diejenigen bilden, in denen sich „dieser kleine Film ganz auf die unspektakulären Details des Alltags verlässt, auf die kleinen Momente zwischen normalen Jungs an gewöhnlichen Orten.“ Der Film sei handwerklich hochklassig gemacht und in einem „gelassenem Rhythmus“ erzählt. Der Filmdienst sah sowohl Schwächen als auch Stärken in Absolute Giganten:

„Erstlingsfilm, dem es zwar an dramaturgischer Stringenz fehlt, was sich vor allem in der unbefriedigenden Charakterzeichnung niederschlägt; dennoch stellt er in seinen gelungensten Momenten – besonders in Bildgestaltung und Schauspielerführung – eindrucksvoll filmisches Talent unter Beweis.“

Prisma nannte es eine „ebenso moderne wie unterhaltsame Großstadt-Version der unsterblichen Drei Musketiere“. Mit „pointierten Dialogen und rasanten Bildern“ schildere der Film „eine Geschichte von wahrer Freundschaft, Sehnsüchten, der großen Flatter, der Unwiderruflichkeit des Erwachsenwerdens“. Georg Seeßlen machte sich basierend auf Absolute Giganten grundsätzliche Gedanken über das Wesen des Kinos: „Wenn es gut ist, protestiert es gegen alles, was das Leben klein und beschissen macht. Ohne es zu verleugnen. »Absolute Giganten« ist schon ziemlich gut.“ Zu dem konkreten Film führt er weiter aus:

„Ein kleiner Film aus Deutschland, der eine kleine Geschichte erzählt, vom Weggehen-Müssen und vom Dableiben, vom Normalen und von der Sehnsucht…. Genauer gesagt: ein Film, der davon handelt, wie man dagegen rebelliert, daß das Leben klein, lang und beschissen ist.“

In einer internationalen Rezension schrieb der US-Kritiker Eric D. Snider, dass Absolute Giganten schwermütige, melancholische Düsternis mit Energie und Lebhaftigkeit verbinde. Die Charaktere und Situationen – Kreuzungen, Abschiede, Hoffnungen – seien universal und jedem Menschen wohlbekannt. „Es ist ein erbarmungswürdig berührender Film, erhebend aufgrund seiner intrinsischen Schönheit, selbst wenn er Traurigkeit für die Charaktere auslöst.“
(… a pitifully touching film, uplifting for its intrinsic beauty even while evoking sadness for the characters.)

### Auszeichnungen
- 2000: Bayerischer Filmpreis für Florian Lukas (Bester Nachwuchsdarsteller)
- 2000: Lobende Erwähnung beim Deutschen Kamerapreis für Andrew Bird (Bester Schnitt)
- 2000: New Faces Award für Florian Lukas (Bester Nachwuchsdarsteller)
- 2000: Filmpreis in Silber bei der Verleihung des Deutschen Filmpreises (Bester programmfüllender Spielfilm)
- 2000: Darstellerpreis des russischen Sochi International Film Festival für Frank Giering, Florian Lukas und Antoine Monot Jr.